# Balfourodendron riedelianum
Balfourodendron riedelianum ist ein Baum in der Familie der Rautengewächse aus dem mittleren bis östlichen und südlichen Brasilien und aus dem nördlichen Argentinien und Paraguay.

## Beschreibung
Balfourodendron riedelianum wächst als halbimmergrüner Baum bis etwa 20–30 Meter oder etwas mehr hoch. Der Stammdurchmesser erreicht etwa 50–100 Zentimeter. Die glatte bis leicht raue Borke ist gräulich bis grau-braun mit vielen Lentizellen.
Die gegenständigen und langstieligen Laubblätter sind dreizählig. Der fast kahle Blattstiel ist bis 8–12 Zentimeter lang. Die ganzrandigen, rundspitzigen bis zugespitzten oder seltener abgerundeten und ledrigen Blättchen sind verkehrt-eiförmig oder elliptisch, lanzettlich. Sie sind 5–13,5 Zentimeter lang und 2,5–4,5 Zentimeter breit. Das mittlere Blättchen ist am größten und etwas länger gestielt, die zwei anderen sind kurz gestielt. Die Blättchen sind fast kahl nur die Adern sind ober- und unterseits leicht behaart. An den Blättchen kommen unterseits häufig Domatien oder schwarze Punkte vor.
Es werden kurze bis längere und endständige, behaarte, lockere Rispen, Thyrsen gebildet. Die weiß-gelblichen oder cremefarbenen und sehr kleinen, nur 2–3 Millimeter großen, meist vierzähligen, kurz gestielten Blüten sind zwittrig mit doppelter Blütenhülle. Es sind jeweils Trag- und Vorblätter vorhanden. Die 4 freien Staubblätter sind sehr kurz. Der minimale Kelch ist behaart und vierzipflig. Die etwa 2,5 Millimeter langen Petalen sind etwa eiförmig. Der oberständige, schwach behaarte Fruchtknoten ist vierkammerig, -lappig, mit kurzem, kahlem Griffel mit schwach gelappter, kleiner Narbe. Es ist ein lappiger Diskus vorhanden.
Es werden geflügelte und orange- oder gelb-bräunliche, ledrig-holzige, etwa 2,5–5,5 Zentimeter große Flügelnüsse mit vier großen, breiten, papierigen Flügeln gebildet. Die ellipsoiden, schwarzen Samen sind bis 8–9 Millimeter lang und die Samenschale ist in Testa und Tegmen gegliedert. Es werden meist 4 oder weniger Samen pro Frucht gebildet.

## Taxonomie
Die Erstbeschreibung des Basionyms Esenbeckia riedeliana und des Synonyms Helietta multiflora erfolgte 1878 durch Adolf Engler in Fl. Bras. 12(2): 142, 185, t. 39. Die Umteilung in die Gattung Balfourodendron erfolgte 1896 wieder durch Adolf Engler in H.G.A.Engler & K.A.E.Prantl, Nat. Pflanzenfam. 3(4): 174. Ein weiteres Synonym ist Balfourodendron eburneum Mello ex Oliv. Der Gattungsname ehrt den schottischen Arzt und Botaniker John Hutton Balfour (1808–1884).

## Verwendung
Das helle, recht schwere aber nicht beständige und schlecht behandelbare Holz ist als Guatambú oder Pau Marfim bekannt.